# Mahder Assefa
Mahder Assefa (sinh ngày 5 tháng 10 năm 1987) là một nữ diễn viên người Ethiopia. Bà đã được mô tả là một trong những nữ diễn viên nổi tiếng nhất của đất nước.

## Tuổi thơ và giáo dục
bà sinh ra ở Addis Ababa, Ethiopia xung quanh Shero Meda từ mẹ Rebeka Feyessa và cha bà là Assefa Demelash, và lớn lên ở đó đến năm 5. Khi còn nhỏ, Assefa chuyển đến một địa điểm khác cũng được gọi là Kera. ở Addis Ababa. Bà bắt đầu học tiểu học tại Atse Zeray Yacob cho đến khi bà học xong lớp 8, sau đó học xong trung học tại Shemele Habte, và tốt nghiệp vào năm 2011 và 2003. Sau khi tốt nghiệp trung học, bà bắt đầu sự nghiệp đại học tại Admas College, nay là Admas University College, nghiên cứu khoa học thư ký.
Trong thời thơ ấu, Mahder thích nhảy. Bà là người rất nhút nhát và rất lịch sự mà không ai có thể tưởng tượng được. Bà và 5 người bạn của mình bắt đầu nhảy múa tại một trung tâm truyền thông nhỏ khi bà đang học tiểu học trốn tránh bố mẹ, nếu họ phát hiện ra điều đó, họ sẽ khiến bà dừng lại vì tất cả điều này vì bố mẹ bà muốn Mahder chú ý đến cô. học và thành công Điều này đã diễn ra trong khoảng hai năm cho đến khi bà bắt đầu học trung học. Sau đó, Mahder và 4 người bạn của bà đã tạo ra một nhóm nhảy có tên là UNIQUE GIRLS.
Bà thích nghe nhạc và thậm chí mơ ước trở thành ca sĩ nhưng bà nhận ra rằng bà thực sự không có tiếng nói và nghĩ đến việc trở thành một diễn viên phù hợp nhất với bà. Mahder cũng thích đọc sách, xem phim với bạn bè và đi du lịch và khám phá những địa điểm mới.
Các UNIQUE GIRLS đã và đang làm rất tốt và trở nên giỏi trong những gì họ làm. Sau đó, họ bắt đầu có những sân khấu lớn và được mời làm vũ công nền với các ca sĩ nổi tiếng nhất ở Ethiopia như Dawit melesse, Tibebu Workiye, và nhiều người khác. Một khi điều này xảy ra, UNIQUE GIRLS đang phát sóng trên các chương trình truyền hình trực tiếp cho đến một ngày mẹ bà nhìn thấy bà, và tất nhiên cha mẹ bà gái muốn họ ngừng làm những gì họ đang làm nhưng bà gái này không thể ngăn cản và tiếp tục làm điều đó cho đến khi họ học xong cấp ba. Khi đến lúc học đại học, tất cả họ đều đến trường khác nhau, ở đó họ không thể cùng nhau luyện tập và khiến cả đội ở lại, thật không may, UNIQUE GIRLS dừng lại từ những gì họ đã làm vì tất cả đều đồng ý rằng họ nên ưu tiên trường học.
Ba năm trôi qua, Mahder tốt nghiệp trường đại học Admas. Trong khi ở trường đại học 6 tháng trước khi tốt nghiệp, Mahder đã được gửi đến trung tâm truyền thống Habesha và bắt đầu làm việc ở đó với tư cách là nhân viên bán hàng để nó được coi là thực tập để phát triển kết nối kinh doanh cũng như gặp gỡ nhiều người của người. Sau khi làm việc được khoảng một năm, bà đã tìm được một công việc khác tại sân bay quốc tế Bole làm việc trong một cửa hàng miễn thuế với tư cách là một nhân viên bán hàng và ở đó khoảng 4 năm rưỡi. Bà sinh một bé gái vào năm 2018.

## Sự nghiệp

### Sự nghiệp ban đầu
Trong khi Mahder đang làm nhân viên bán hàng ở đó, bà đã nhận được một cuộc gọi từ một đạo diễn phim Eneyew Dechasa. Và nói chuyện với bà về việc làm bộ phim đầu tiên của bà là TASralech. Lúc này Mahder có chút bối rối vì bà đã rời xa khu vực nghệ thuật hơn 4 năm vì bà thích công việc của mình và khiến bà bận rộn và gần như quên mất tất cả những gì trước máy ảnh khi bà nhảy. Đó là một cơ hội lớn cho Mahder từ hư không vì điều này có thể thay đổi cuộc đời bà mãi mãi. Sau đó, Mahder đã đi đến để thảo luận về vấn đề này với mẹ bà và anh họ của cô, người cũng là một nữ diễn viên và cũng là bạn của đạo diễn là Tigerist Wasihun. Sau cuộc thảo luận với mẹ bà và anh họ Mahder đã quyết định thực hiện bộ phim đầu tiên của bà nhưng chỉ khi không nghỉ việc. Sau đó, đạo diễn đã đồng ý và phải kiểm tra kỹ năng diễn xuất của bà và quyết định rằng bà là người phù hợp hoàn hảo cho nhân vật anh ấy cần. Và tất nhiên bà đã hoàn thành thành công.

### Sự nghiệp mới nhất
Sau bộ phim đầu tiên của mình, Madher đã làm một vài bộ phim và vẫn làm mới một lần. Những bộ phim bà làm:
- Bã đậu
- Yalteneka
- Amalayu
- Bạn cá cược Lij
- Shefu
- FBI 2
- Sản xuất tại Trung Quốc
- Tam giác [2]
- Amran [3]
- 45 Ken [4]
- Linega Sil [5]
- Tsinu Kal [6]
- Bảo vệ cơ thể [7]
- Hiwot ena Sak [8]
- Ayrak [9]
- Anelakekem

Sau khi thực hiện bộ phim thứ ba Yalteneka, một trong những nữ diễn viên nổi tiếng nhất ở Ethiopia có Mulualem Tadesse đã đưa bà tham gia bộ phim truyền hình Sew le Sew  được phát sóng vào thứ Tư hàng tuần. Bà đã thực hiện rất nhiều quảng cáo quảng cáo trên truyền hình quảng cáo và cũng trên các tạp chí nổi tiếng nhất.
Khi Mahder trở nên giỏi trong những gì bà làm, diễn xuất, bà đã quyết định bỏ công việc Nhân viên bán hàng vì diễn xuất của bà là điều mà bà sinh ra để làm.

## Giải thưởng
Nó không phải là phát triển ở Ethiopia để trao giải thưởng cho các chuyên gia trong lĩnh vực diễn xuất. Các nhóm khác nhau đã cố gắng tổ chức các lễ trao giải trong nghệ thuật này trong một năm và sau đó biến mất. Hiện tại có rất nhiều bộ phim được sản xuất trong nước và thực tế trao giải cho những diễn viên xuất sắc nhất sẽ có trong tương lai. Mọi người cần biết các nghệ sĩ thông qua các bộ phim của họ và các cuộc phỏng vấn với các phương tiện truyền thông. Mahder Assefa đã thực hiện nhiều cuộc phỏng vấn  trong hai năm qua.
Từ năm 2012, FM 102.1 đang làm việc để trao giải thưởng cho Nam diễn viên và nữ diễn viên xuất sắc nhất của năm trong phần phim. Việc lựa chọn dựa trên sự lựa chọn Phim của người nghe và sau đó chọn diễn viên/nữ diễn viên xuất sắc nhất từ bộ phim đó bởi người nghe. Người nghe được trao nhiều quyền truy cập để chọn bộ phim hay nhất của họ và Amran được chọn là bộ phim hay nhất trong năm. Nghệ sĩ Mahider Assefa được chọn là Người chiến thắng Nữ diễn viên xuất sắc nhất năm 2013  và Samson Tadesse được chọn là Người chiến thắng Nam diễn viên xuất sắc nhất năm 2013.